# Batalla de los Árboles Caídos

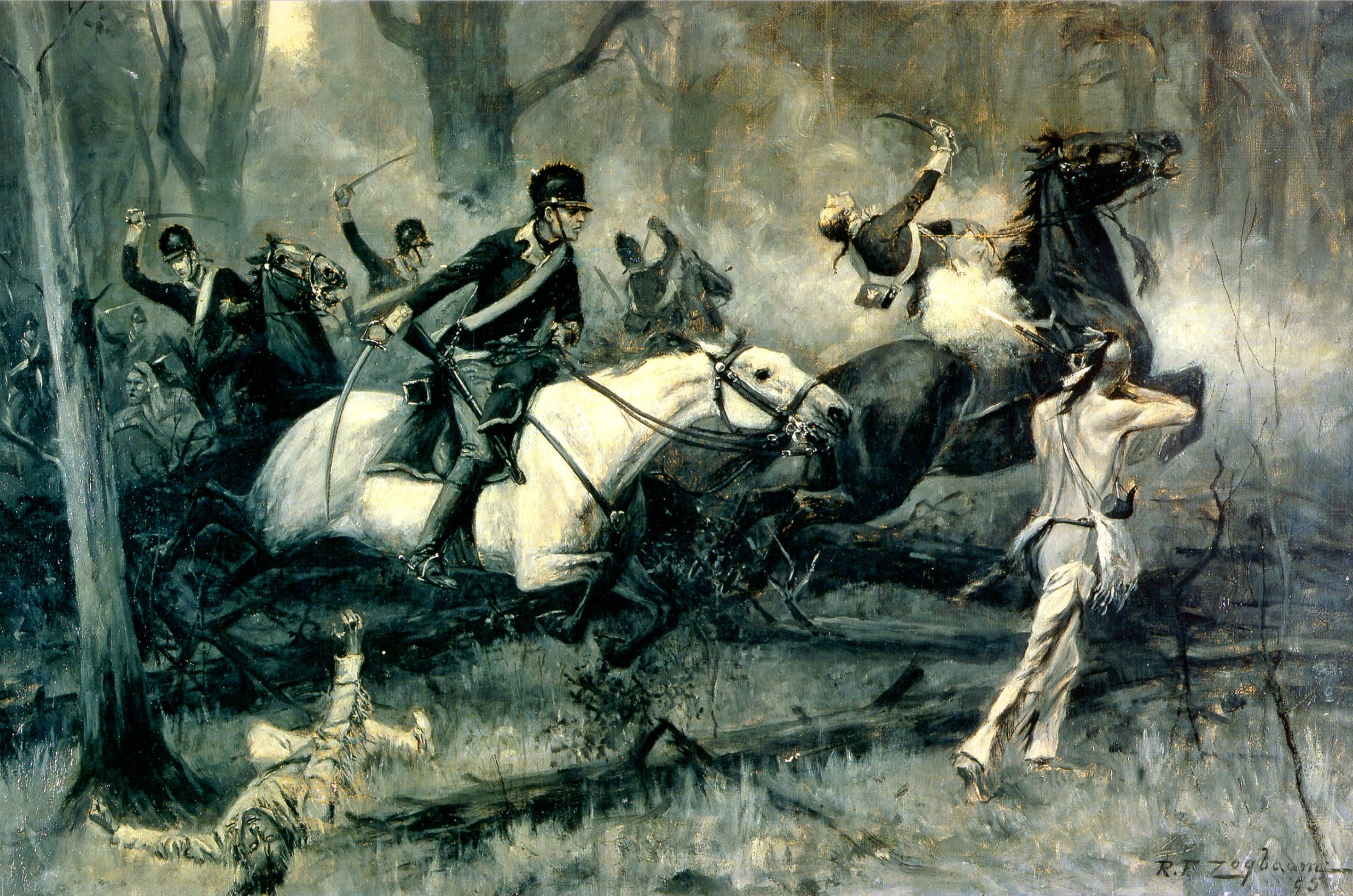
Batalla de los Árboles Caídos.

La batalla de los árboles caídos fue el último enfrentamiento militar de la Guerra India Noroeste iniciada en 1785, ocurrido el 20 de agosto de 1794.
El general Anthony Wayne condujo a más de 1000 soldados al frente, para luchar contra 2000 indígenas que se aliaron con los británicos, se encontraban detrás de un intrincado lugar con árboles caídos a lo largo del río Maumee, cerca de la hoy en día ciudad de Toledo. Los indígenas abandonados por los británicos, escaparon dentro de la confusión y la batalla finalizó con una decisiva victoria a favor de Wayne, asegurando el control por parte de los Estados Unidos del Territorio del Noroeste, principalmente de Ohio. El tratado de Greenville del 3 de agosto de 1795 determinó la cesión de estas tierras indígenas a los Estados Unidos y terminó con la influencia que el Reino de Gran Bretaña ejercía sobre el área.
- Datos: Q2237537
- Multimedia: Battle of Fallen Timbers / Q2237537